# Dryomyza caucasica
Dryomyza caucasica är en tvåvingeart som först beskrevs av Ozerov 1987.  Dryomyza caucasica ingår i släktet Dryomyza och familjen buskflugor. Inga underarter finns listade i Catalogue of Life.